# Cruz Chot
Cruz Chot är en ort i Mexiko.   Den ligger i kommunen Chamula och delstaten Chiapas, i den sydöstra delen av landet, 700 km öster om huvudstaden Mexico City. Cruz Chot ligger 2 321 meter över havet och antalet invånare är 252.
Terrängen runt Cruz Chot är huvudsakligen kuperad, men åt nordost är den bergig. Runt Cruz Chot är det tätbefolkat, med 550 invånare per kvadratkilometer. Närmaste större samhälle är San Cristóbal de las Casas, 6,2 km sydost om Cruz Chot. I omgivningarna runt Cruz Chot växer huvudsakligen savannskog.